# Мержанов, Борис Миронович
Борис Миронович Мержанов (24 июня 1929, Кисловодск — 17 июня 2006) — архитектор, доктор архитектуры (1986), профессор (1990). Член Центрального Правления Союза Архитекторов СССР (1973—1983).

## Биография
Борис Миронович Мержанов родился 24 июня 1929 года в Кисловодске в семье архитектора Мирона Мержанова. В 1932 году вместе с родителями переехал в Москву.
После начала ВОВ, с 1941 по 1948 год вместе с матерью эвакуировался в Кисловодск.
В 1948 году был репрессирован (арестован и осуждён на 5 лет ИТЛ по ст. 19-58-8 УК РСФСР) и провёл четыре года в лагерях, где работал в пригороде Рыбинска Переборах. С 1948 по 1952 год работал в Стройуправлении № 3 Волгостроя СССР в Щербакове сначала разнорабочим, затем строительным мастером и прорабом. Досрочно освобождён был в 1952 году, а ещё спустя год судимость с него была снята.
С ноября 1952 по декабрь 1953 года работал сначала слесарем-монтажником, затем комплектовщиком, техником-распределителем и старшим техником-распределителем на мехзаводе № 1 Главпромстроя МВД СССР в Щербакове. В конце 1953 года переехал в Красноярск к своему отцу. В 1954 году окончил Всесоюзный заочный политехнический институт (ВЗПИ). В Красноярске работал техником в Крайпроекте, а с 1957 года сначала архитектором, а затем старшим архитектором. Кроме этого в 1950-х годах он также работал по совместительству в проектно-сметном бюро Красноярского крайжилуправления.
С 1962 по 1989 год работал сначала старшим научным сотрудником, а затем руководителем сектора и впоследствии руководителем отдела в ЦНИИЭП жилища в Москве. В 1965 году вступил в Союз архитекторов.
В 1959 году Борис Миронович на выделенном участке в Новых Горках (в настоящий момент в черте г. Королёва) построил дом (дача в Загорянке была конфискована после ареста отца). В 1962 году окончил аспирантуру ЦНИИЭП жилища.
С 1973 по 1983 год был членом Центрального Правления СА СССР. С 1989 по 1993 год работал заведующим отделом во ВНИИТАГе в Москве и был членом правления Центрального Дома архитектора в Москве (с 1981).
Умер в 2006 году. Похоронен на Армянском кладбище (участок 994, здесь же похоронен прах сына Сергея Борисовича Мержанова).

## Реализованные проекты
- Дом Советов (ныне здание краевой администрации) на пл. Революции в Красноярске;
- «Дом художника» — жилой дом по пр. Мира, 56 в Красноярске[7].

## Семья
- Отец — Мирон Мержанов (Мигран Оганесович Мержанянц, 1895—1975) — советский архитектор. В 1934—1941 годах — личный архитектор И. В. Сталина.
- Сын — Сергей Мержанов (29 мая 1959, Красноярск — 21 января 2022, Москва) — архитектор, дизайнер, историк архитектуры и искусства, краевед, журналист, некрополист[8].

## Публикации
- Мержанов, Б.Формирование архитектурно-художественной среды массового жилища : диссертация … доктора архитектуры : 18.00.02. — Москва, 1984. — 299 с. : ил.[9]
- Мержанов, Б. Это нужно новоселам / Б. М. Мержанов, К. Ф. Сорокин. — Москва : Экономика, 1966. — 128 с.[10]
- Мержанов, Б. Архитектурный облик жилой застройки / Б. М. Мержанов. — Москва : Стройиздат, 1979. — 159 с.[10][11]
- Мержанов, Б. Современная квартира / Б. М. Мержанов. — Москва : Стройиздат, 1974. — 192 с.[10]
- Мержанов, Б. Встреча в Боркe / Б. М. Мержанов; публ. С. Б. Мержанова; предисл. редакции журн. // Московский журнал. История государства Российского. — 2006. — N 2. — С. 33-35.